# Conura philippia
Conura philippia är en stekelart som beskrevs av Gérard Delvare 1992. Conura philippia ingår i släktet Conura och familjen bredlårsteklar.
Artens utbredningsområde är:
- Colombia.
- Ecuador.

Inga underarter finns listade i Catalogue of Life.